# 卡罗琳·弗莱彻
卡罗琳·弗莱彻（英語：Caroline Fletcher，1906年11月22日—1998年4月3日），美国女子跳水运动员。她曾在17岁时代表美国参加1924年夏季奥林匹克运动会跳水比赛，获得女子3米跳板铜牌。